# Puma concolor couguar
O puma-norte-americano (Puma concolor couguar) é a subespécie de puma mais comummente encontrada no leste da América do Norte. Já foi comum no leste da América do Norte e ainda é predominante na metade ocidental do continente. Esta subespécie inclui populações no oeste do Canadá, oeste dos Estados Unidos, Flórida, México e América Central e possivelmente América do Sul a noroeste de a Cordilheira dos Andes.
Além de várias subespécies anteriores de puma do oeste dos Estados Unidos, como o puma concolor couguar, englobava as populações remanescentes da puma do leste. Muitas outras populações extintas, como a puma do Wisconsin, que desapareceu em 1925, também estão incluídas nesta subespécie.

## Nomes comuns
Dava ainda pelos seguintes nomes comuns: cuguar, cuguardo, onça-parda, leão-americano ou simplesmente puma.

## Conservação
Existiram e prosperaram diversas populações desta espécie no oeste dos Estados Unidos, pese embora o puma-norte-americano tivesse sido, outrora, comum em partes mais a leste dos Estados Unidos e do Canadá. Chegou a pensar-se que os pumas do Michigan (estado do nordeste americano) afinal não teriam sido extintas, no início da década de 1900, quando surgiram indícios nos finais do século XX  que promoviam a ideia de que a população desses pumas poderia estar a recuperar no Michigan. Alguns cientistas acreditavam que algumas pequenas populações-relíquia poderiam ainda  existir nas Montanhas Apalaches e no leste do Canadá. Contudo, em Julho de 2015 esta subespécie foi declarada oficialmente extinta.